# Île Wékésa
Île Wékésa (Île Tortue) ist ein winziges Felseneiland in der Provinz Sanma im pazifischen Inselstaat Vanuatu.

## Geographie
Île Wékésa liegt im Wawa Channel (Bruat Channel), der Meeresstraße zwischen Aore im Norden und Malo im Süden, 700 Meter südlich von Aore und 1500 Meter nördlich von Malo. Weitere Inseln in dem seichten, schmalen Kanal sind Île Ratoua (gut drei Kilometer weiter östlich) und Île Souchounlagré (vier Kilometer südöstlich, unmittelbar vor Malo).